# Mons Pico
Il Mons Pico è una struttura geologica della superficie della Luna.
Il suo nome in spagnolo significa montagna.

## Crateri correlati
Alcuni crateri minori situati in prossimità dei Mons Pico sono convenzionalmente identificati, sulle mappe lunari, attraverso una lettera associata al nome.
| Pico | Latitudine | Longitudine | Diametro |
| ---- | ---------- | ----------- | -------- |
| B    | 46,52° N   | 15,38° W    | 11,63 km |
| C    | 47,25° N   | 6,66° W     | 4,73 km  |
| D    | 43,46° N   | 11,3° W     | 6,05 km  |
| E    | 43,02° N   | 10,31° W    | 9,13 km  |
| F    | 42,25° N   | 10,21° W    | 3,62 km  |
| G    | 46,63° N   | 10,43° W    | 3,94 km  |
| H    | 44,68° N   | 7,55° W     | 3,23 km  |